# Erzbistum Canterbury

Wappen

Flagge

Das Erzbistum Canterbury ist eine Diözese der Church of England. Bis zur englischen Reformation war es eine römisch-katholische Diözese. Ihr Gebiet umfasst den östlichen Teil der Grafschaft Kent; ihr geistliches Zentrum ist die Kathedrale von Canterbury.

## Bischöfe
Der jeweilige Erzbischof ist zugleich der Primas der Kirchenprovinz Canterbury und als „Primate of All England“ der gesamten Church of England. In der weltweiten Anglikanischen Gemeinschaft wird ihm ein Ehrenprimat zugestanden. Bis zum 6. Januar 2025 hatte Justin Welby dieses Amt inne.
Ihn unterstützt die Weihbischöfin Rose Hudson-Wilkin, Bischöfin von Dover. Während der Abwesenheit des Erzbischofs leitet sie ähnlich dem Kardinalvikar die Diözese. Bis 2022 gab es mit dem „Bischof von Maidstone“ einen weiteren Suffraganbischof, der in der Diözese Dienst tat. Dieses Amt wurde seit 2022 nicht wieder besetzt. Weitere Suffraganbischöfe, Luke Irvine-Capel als „Bischof von Richborough“, Paul Thomas als „Bischof von Oswestry“ und Rob Munro als „Bischof von Ebbsfleet“, sind der gesamten Kirchenprovinz zugeordnet. Ihre Aufgabe ist die Betreuung von anglikanischen Gemeinden, die die Frauenordination nicht anerkennen.

## Geschichte
Die Ankunft der Angeln, Sachsen und Jüten im 5. Jahrhundert setzte den christlichen Strukturen der römischen Zeit in Britannien ein Ende.
Papst Gregor der Große entsandte Ende des 6. Jahrhunderts Missionare unter Leitung von Augustinus von Canterbury zur Evangelisierung der heidnischen Völker. Sie kamen im Frühjahr 597 auf der Isle of Thanet an. Die Insel gehörte zum Königreich Kent. Ostern 601 wurde Köng Æthelberht getauft. 602 gründete Augustinus das Bistum und begann mit dem Bau der ersten Kathedrale sowie eines benachbarten Klosters.
Papst Gregor sandte Augustinus das Pallium mit der Aufgabe, das Erzbistum nach London zu verlegen. Nach der antiken Einteilung Britanniens wollte der Papst in York und London eine Kirchenprovinz errichten. Da London aber dem heidnischen König von Essex unterstand, war die Verlegung nicht möglich. Papst Bonifatius V. erkannte die Situation an, als er Justus von Canterbury das Pallium sandte.
735 wurde die Kirchenprovinz York errichtet. Die Bistümer Northumbria, Lindisfarne, Hexham und Whithorn wurden ihr zugeordnet. 834 begann die Eroberung Großbritanniens durch die heidnischen Wikinger.
Reginald Pole war bis 1558 der letzte katholische Bischof von Canterbury. Königin Elisabeth I. ernannte mit Matthew Parker den ersten anglikanischen Erzbischof.

## Bistumsstruktur
Für die Organisation ist das Bistum in drei Archdeaconries und 15 Dekanate eingeteilt:
| Bistum               | Archdeaconries          | Dekanate                     |
| -------------------- | ----------------------- | ---------------------------- |
| Erzbistum Canterbury | Archdeaconry Canterbury | Dekanat Canterbury           |
| Erzbistum Canterbury | Archdeaconry Canterbury | Dekanat East Bridge          |
| Erzbistum Canterbury | Archdeaconry Canterbury | Dekanat Reculver             |
| Erzbistum Canterbury | Archdeaconry Canterbury | Dekanat Thanet               |
| Erzbistum Canterbury | Archdeaconry Canterbury | Dekanat West Bridge          |
| Erzbistum Canterbury | Archdeaconry Ashford    | Dekanat Ashford              |
| Erzbistum Canterbury | Archdeaconry Ashford    | Dekanat Dover                |
| Erzbistum Canterbury | Archdeaconry Ashford    | Dekanat Elham                |
| Erzbistum Canterbury | Archdeaconry Ashford    | Dekanat Romney and Tenterden |
| Erzbistum Canterbury | Archdeaconry Ashford    | Dekanat Sandwich             |
| Erzbistum Canterbury | Archdeaconry Maidstone  | Dekanat Maidstone            |
| Erzbistum Canterbury | Archdeaconry Maidstone  | Dekanat North Downs          |
| Erzbistum Canterbury | Archdeaconry Maidstone  | Dekanat Ospringe             |
| Erzbistum Canterbury | Archdeaconry Maidstone  | Dekanat Sittingbourne        |
| Erzbistum Canterbury | Archdeaconry Maidstone  | Dekanat Weald                |